# Pico Viejo
Pico Viejo (španělsky Starý vrchol) je sopka na ostrově Tenerife. Její vrchol leží v nadmořské výšce 3135 metrů. Po sopce Pico del Teide, na jejímž západním svahu leží, je to druhá nejvyšší hora ostrova.

## Kráter
Vrcholovou část sopky pokrývá kráter o průměru asi 800 metrů; v okolí nejvyššího bodu se rozkládá malá náhorní plošina. Dno kráteru je členité a vyznačuje se rozmanitostí barev. Nejvyšší bod se nachází východně od středu kráteru; naopak nejnižší místo kráteru má nadmořskou výšku 2909 metrů. Výškový rozdíl mezi nimi tedy činí přes 200 metrů. Z okrajů kráteru se za dobré viditelnosti otvírá téměř kruhový rozhled na kalderu Las Cañadas která sopky obklopuje, po západní části ostrova Tenerife a v dálce lze spatřit i ostrovy La Palma, La Gomera a Gran Canaria.

## Přístup

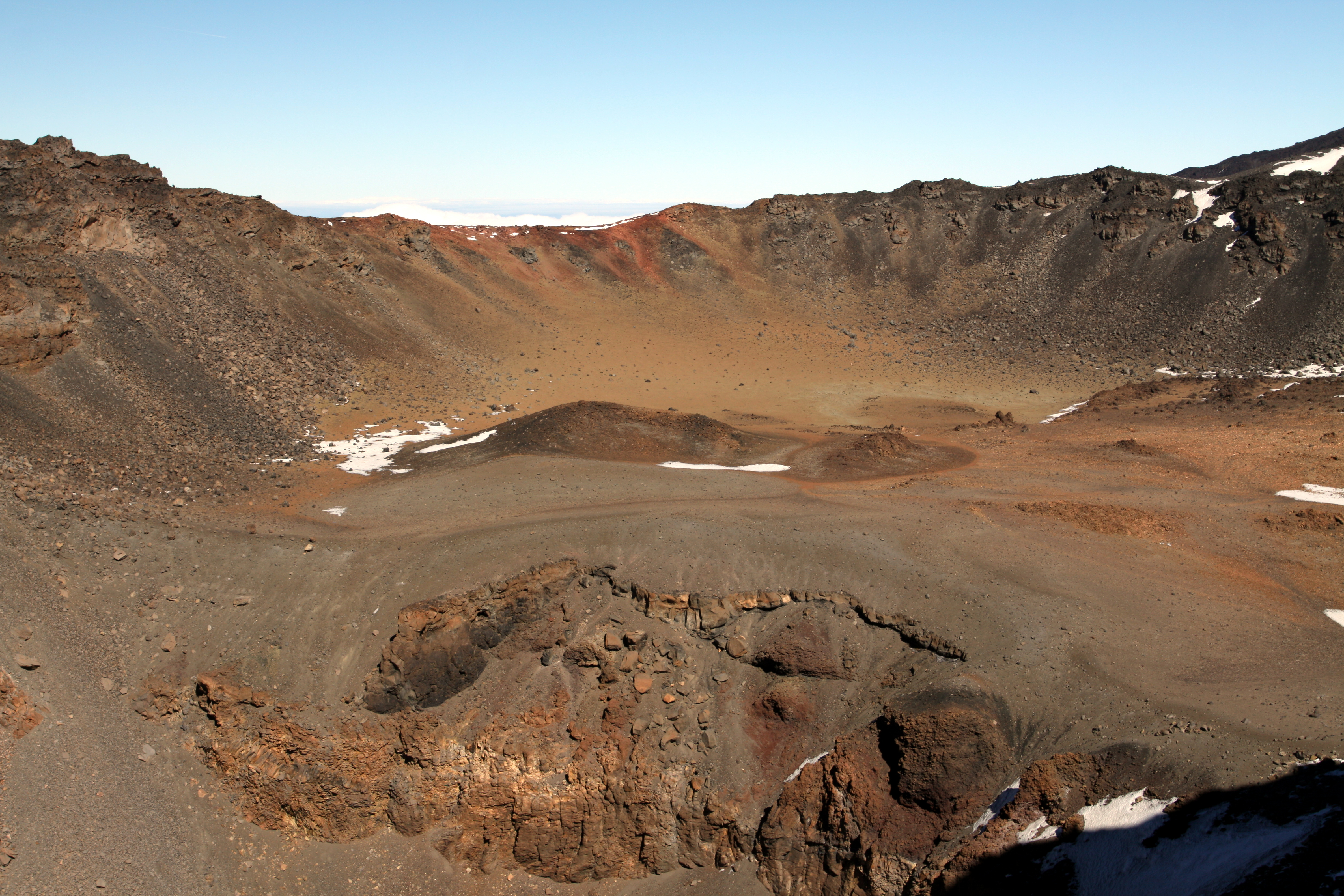
Pohled do vnitřku kráteru Pico Viejo

Vrcholu lze dosáhnout po turistickém chodníku č. 9, buď od východu sestupem od horní stanice kabinové lanovky na Pico del Teide, výstupem od jihu po lávových polích pahoehoe a a-a od Roques de García nebo výstupem od jihozápadu z parkoviště Mirador de Chío odkud se na Pico Viejo naskytuje impozantní pohled. Na jihozápadním svahu sopky přivráceném do kaldery Las Cañadas jsou vidět parazitické sopouchy zvané "Narices del Teide" neboli Nos Teide (alternativně nazývané Volcán Chahorra) odkud vytékala láva při poslední erupci 9. června 1798. Černé lávové pole z tohoto roku, zvané Lavas Negras, protíná silnice TF-38 Boca Tauce - Chío. Lávové pole Lavas Negras zahrnuje i několik menších a volně přístupných lávových jeskyň Cuevas Negras. Výstup z této strany zahrnuje převýšení více než tisíc metrů; svahy jsou bez vegetace, pokryté pouze lávovými kameny a sutí, a zvláště ve vyšších partiích je výstup místy dosti náročný. Orientaci v terénu podél stezky usnadňují kamenní mužici.